# 2001 UN18
2001 UN18, também escrito como 2001 UN18, é um objeto transnetuniano (TNO) que está localizado no cinturão de Kuiper, uma região do Sistema Solar. Ele é classificado como um cubewano. O mesmo possui uma magnitude absoluta de 6,6 e tem um diâmetro com cerca de 211 km.

## Descoberta
2001 UN18 foi descoberto no dia 19 de outubro de 2001 pelo astrônomo Marc W. Buie.

## Órbita
A órbita de 2001 UN18 tem uma excentricidade de 0,075 e possui um semieixo maior de 44,169 UA. O seu periélio leva o mesmo a uma distância de 40,869 UA em relação ao Sol e seu afélio a 47,468 UA.